# Wilhelm Noll (Rennfahrer)

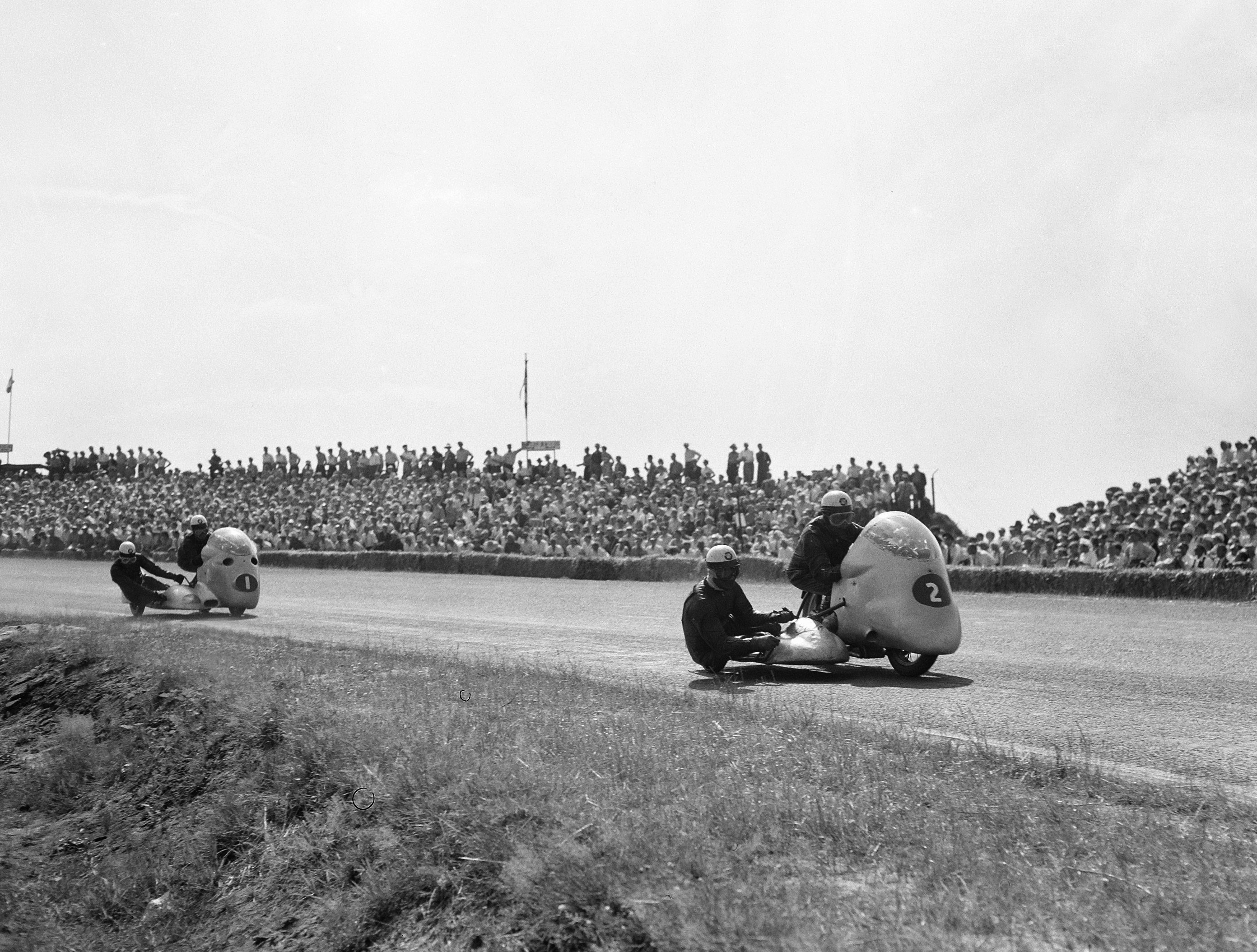
Vorn Willi Faust/Karl Remmert, dahinter Noll/Cron bei der Dutch TT 1955

Wilhelm Noll (* 15. März 1926 in Kirchhain; † 18. Januar 2017 ebenda) war ein deutscher Motorradrennfahrer.

## Leben
Noll machte nach der Schulzeit in einer Mercedes-Werkstatt in Marburg ab 1940 eine Lehre zum Kraftfahrzeugmechaniker, die er 1943 mit der Gesellenprüfung beendete. Kurz danach zog er sich bei Reparaturarbeiten in einer Rüstungsfabrik im heutigen Stadtallendorf eine Vergiftung zu, wurde aber trotzdem im Laufe des Jahres 1944 zum Militär einberufen. Er kam zu einer Einheit, die Lkw mit Holzvergaser reparierte. 1963 übernahm er das väterliche Geschäft, einen Autohandel mit Reparaturbetrieb und Autovermietung. Außerdem war er selbstständiger Fahrlehrer. 1964 baute Noll in der Niederrheinischen Straße in Kirchhain ein neues Werkstatt- und Ausstellungsgebäude. Dieses Autohaus führte er gemeinsam mit seiner Frau bis 1990.

### Anfänge als Rennfahrer
Nolls Laufbahn als Rennfahrer begann 1948, als er mit Beifahrer Fritz Cron, den er bereits seit seiner Kindheit kannte, zum ersten Mal bei einem Rennen in Köln startete und Platz zwei in der Gespannklasse belegte. Das Motorrad war eine BMW R 66, die die beiden bei einem Schrotthändler gegen eine DKW NZ 350 eingetauscht und ein Jahr lang aufgebaut hatten, bis sie einsatzbereit war. Die von 1938 bis 1941 gebaute R 66 hatte einen 600-cm³-Boxermotor mit serienmäßigen 30 PS. Unterstützung fanden die noch jungen Rennfahrer bei Nolls Vater, Emil Noll, durch dessen geschäftliche Kontakte der Seitenwagen für das Gespann, Teile zur Verbesserung des Motors und Rennbekleidung beschafft werden konnten. Ende 1952 wollten Noll/Cron ihre Rennfahrerlaufbahn beenden oder zumindest unterbrechen, weil Wilhelm Noll die Kraftfahrzeug-Meisterschule in Bielefeld besuchte. Doch Ende des Jahres bot BMW den beiden für die Saison 1953 einen Werksvertrag an. Auf dem Nürburgring gewannen sie im Mai 1953 das Eifelrennen über 5 Runden (114,050 km) in 1:04:05,6 Stunden mit 3,1 Sekunden Vorsprung auf das Norton-Gespann Cyril Smith/Les Nutt.

### Weltmeisterschaften und Rekorde mit BMW

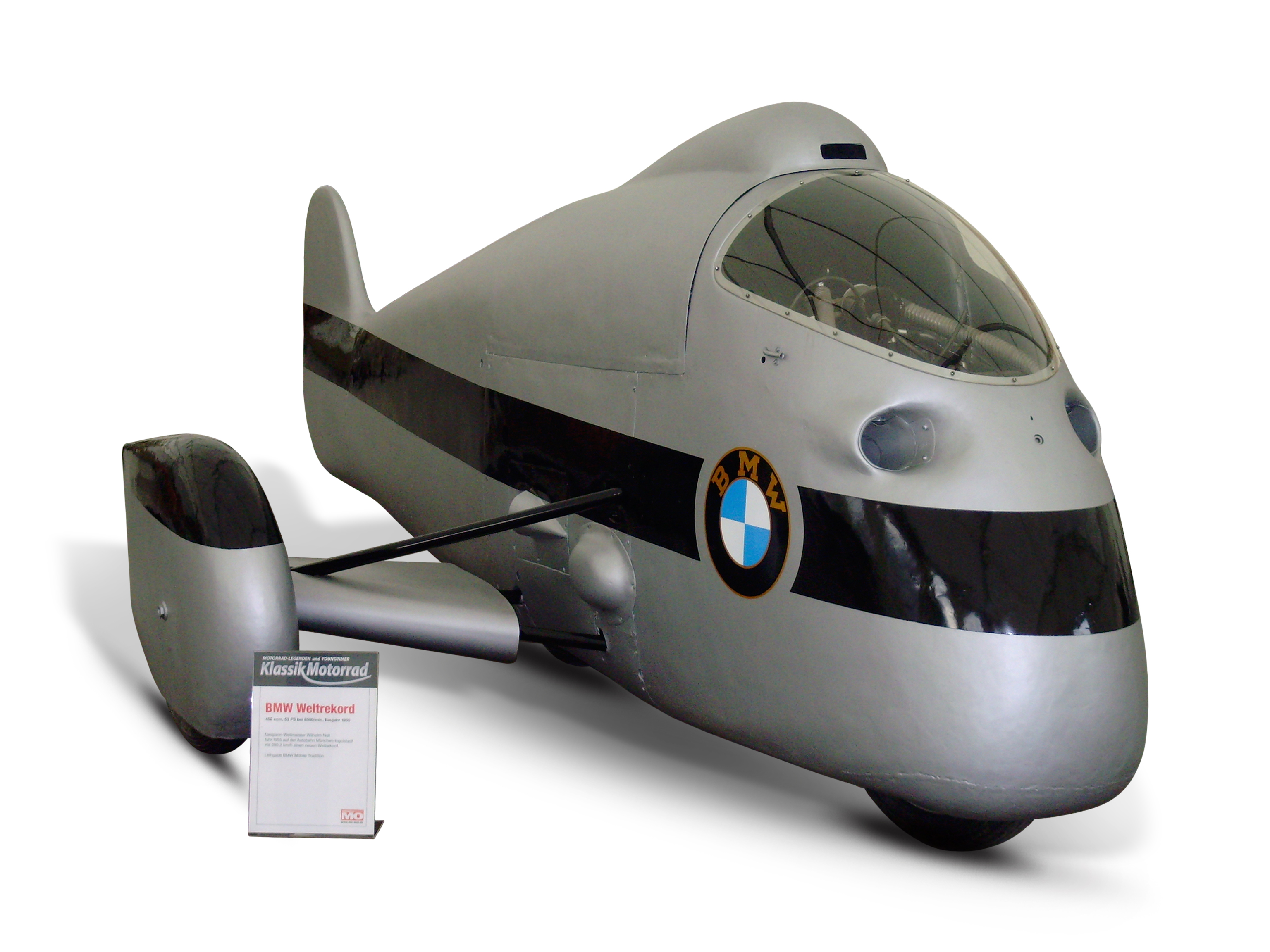
Nolls Weltrekord-BMW von 1955

1954 gewann das Team Noll/Cron auf einer Werks-BMW den ersten von insgesamt 22 Weltmeistertiteln, die deutsche Gespannfahrer bis 1982 (Werner Schwärzel) errangen. Noll/Cron holten sich den Titel vor den Briten Eric Oliver/Les Nutt. Im vorletzten Rennen der Saison 1954 am 12. September in Monza siegten Noll/Cron mit fast einer Minute Vorsprung vor Smith/Dibben aus England. Sie fuhren die 16 Runden beziehungsweise 100,8 km mit ihrem vollverkleideten BMW-Gespann in 40:19,1 Minuten, Durchschnittsgeschwindigkeit 149,968 km/h. Sie erzielten außerdem mit 153,243 km/h die schnellste Rennrunde. Nach diesem Rennen standen Noll/Cron als Weltmeister fest. Im gleichen Jahr stellte Wilhelm Noll in Montlhéry
sechs Weltrekorde für Dreiradfahrzeuge bis 1200 cm³ auf, allerdings ohne Beifahrer und stattdessen mit 60 kg Ballast. Die Bestleistung waren 184,95 km/h über 50 km, gefahren mit stehendem Start.
1955 waren Noll-Cron Vizeweltmeister hinter Willi Faust/Karl Remmert und vor Walter Schneider/Hans Strauß und 1956 folgte ihr zweiter Gewinn der Weltmeisterschaft vor Fritz Hillebrand/Manfred Grunwald auf BMW und den Briten Pip Harris/Ray Campbell auf Norton. Am 4. Oktober 1955 stellte Wilhelm Noll auf der Autobahn zwischen München und Ingolstadt mit 280,2 km/h auf einer vollverkleideten 500-cm³-BMW, Leistung etwa 75 PS, den absoluten Geschwindigkeitsrekord für Dreiradfahrzeuge über einen Kilometer und eine Meile auf.
Noll/Cron errangen in ihrer Karriere acht Grand-Prix-Siege. Zweimal waren sie Deutsche Meister und dreimal Vizemeister in der Seitenwagenklasse. Noll/Cron gewannen außerdem fünfmal das Feldbergrennen und waren damit erfolgreichste Fahrer auf dieser Rennstrecke.

### Nach der aktiven Zeit als Motorsportler
Nach Abschluss der Saison 1956 beendeten Noll/Cron ihre Rennfahrerkarriere. Noll blieb dem Motorsport verbunden. Er bekleidete hohe Ämter beim deutschen Motorradsportverband OMK, dem Vorgänger des DMSB, er war DMV-Präsident und FIM-Vizepräsident und langjähriges deutsches Mitglied der FIM Road Racing Commission (CCR).
Wilhelm Noll starb im Januar 2017 im Alter von 90 Jahren. Wenig später, am 29. April 2017, starb sein langjähriger Co-Pilot und Freund Fritz Cron 92-jährig.
Lange nach seiner aktiven Zeit wurde Noll einmal nach dem wirtschaftlichen Erfolg als Motorradrennfahrer gefragt, worauf er sagte: „Kostendeckend war das nicht – aber es hat Spaß gemacht.“ Alles in allem hatten der „Turner mit Chauffeur“, wie Noll die Gespannfahrer nannte, eine zwar kurze, aber glückhafte Karriere, in der sie von schweren Unfällen und Verletzungen verschont blieben.

## Auszeichnungen
Nach dem Gewinn der Weltmeisterschaft 1954 erhielten Wilhelm Noll und Fritz Cron von Bundespräsident Theodor Heuss das „Silberne Lorbeerblatt“, die höchste Sportauszeichnung der Bundesrepublik Deutschland. 1990 wurde Noll mit dem Bundesverdienstkreuz am Bande des Verdienstordens der Bundesrepublik ausgezeichnet. Bei der Verleihung würdigte Regierungspräsident Alois Rhiel auch die Übernahme unternehmerischer Verantwortung. In seinem Geburtsort Kirchhain ist eine Straße nach Wilhelm Noll benannt.

## Statistik

### Titel
- 1954 – Gespann-Weltmeister auf BMW (mit Beifahrer Fritz Cron)
- 1954 – Deutscher-Gespann-Meister auf BMW (mit Beifahrer Fritz Cron)
- 1955 – Gespann-Vizeweltmeister auf BMW (mit Beifahrer Fritz Cron)
- 1956 – Gespann-Weltmeister auf BMW (mit Beifahrer Fritz Cron)
- 1956 – Deutscher-Gespann-Meister auf BMW (mit Beifahrer Fritz Cron)

8 Grand-Prix-Siege

### In der Motorrad-Weltmeisterschaft
(Punkte in Klammern inklusive Streichresultate)
| Saison | Klasse      | Maschine | Beifahrer  | Siege | Podien | Punkte  | Ergebnis    |
| ------ | ----------- | -------- | ---------- | ----- | ------ | ------- | ----------- |
| 1952   | Seitenwagen | BMW      | Fritz Cron | –     | –      | 1       | 11.         |
| 1953   | Seitenwagen | BMW      | Fritz Cron | –     | 1      | 5       | 6.          |
| 1954   | Seitenwagen | BMW      | Fritz Cron | 3     | 6      | 30 (38) | Weltmeister |
| 1955   | Seitenwagen | BMW      | Fritz Cron | 2     | 4      | 28      | 2.          |
| 1956   | Seitenwagen | BMW      | Fritz Cron | 3     | 4      | 30      | Weltmeister |